# Calophya dubia
Calophya dubia är en insektsart som beskrevs av Crawford 1914. Calophya dubia ingår i släktet Calophya och familjen Calophyidae. Inga underarter finns listade i Catalogue of Life.